# Wawrzyniec II (biskup lubuski)
Wawrzyniec II (zm. 1233) – biskup lubuski, kapelan księcia Henryka I Brodatego. Rządy w diecezji objął na pewno przed 25 grudnia 1209, przypuszczalnie tuż po śmierci biskupa Wawrzyńca I, który zmarł 9 marca 1204. Dobrodziej zakonu templariuszy.
Wziął udział w soborze laterańskim IV jako członek delegacji polskiej. Wziął udział w wiecu książąt i biskupów w Gąsawie w listopadzie 1227 roku. 